# Karl Dickbauer

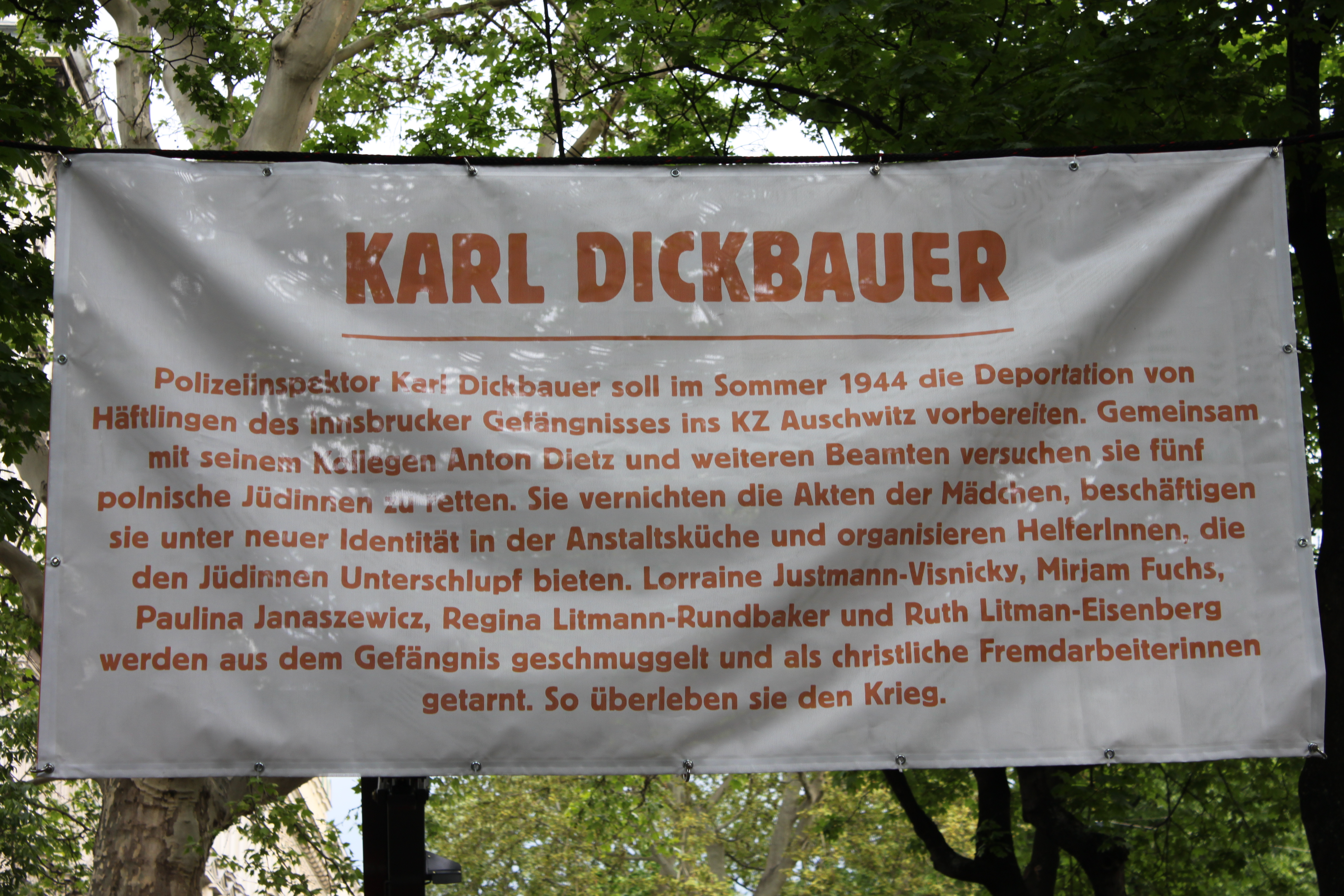
A Letter To The Stars, Aktion Allee der Gerechten in Wien (2011)

Der Innsbrucker Polizeiinspektor Karl Dickbauer (* 26. Oktober 1891 in Adlwang; † 16. Dezember 1976 in Zirl) war ein österreichischer Gerechter unter den Völkern.
Dickbauer und sein Kollege Anton Dietz wurden im Sommer 1944 beauftragt, einen Transport für Häftlinge des Innsbrucker Gefängnisses nach Auschwitz vorzubereiten. Unter den 88 Häftlingen befanden sich fünf polnische Jüdinnen – Leokadia Justman, Mirjam Fuks, Paulina Janaszewicz, Regina Litman-Rundbaker und Ruth Litman-Eisenberg. Sie waren am 13. März 1944 von der Gestapo verhaftet worden, nachdem sie sich als christlich-polnische Fremdarbeiterinnen ausgegeben hatten. Die fünf Mädchen waren bereits für eine Deportation in ein KZ vorgesehen. Sie wandten sich an den im Gefängnis arbeitenden Meister Wolfgang Neuschmidt um Hilfe. Neuschmidt sprach bei seinem Vorgesetzten Karl Dickbauer für die Mädchen mit der Begründung vor, dass sie für den Küchendienst im Gefängnis benötigt würden.
Der Polizist Erwin Lutz war im Sommer 1944 Küchenchef im Innsbrucker Gefängnis. Er beschloss zusammen mit dem Innsbrucker Kriminalpolizisten Rudi Moser die Mädchen zu retten und überredete seine Vorgesetzten, die Papiere der Mädchen verschwinden zu lassen und sie für den Dienst in seiner Küche einzusetzen. Lutz versorgte die Mädchen mit Nahrung und behandelte sie gut.
Polizeiinspektor Dickbauer ließ die Papiere der Mädchen verschwinden. Die Mädchen wurden nicht in den Transport nach Auschwitz eingeschlossen, sondern blieben im Gefängnis und wurden in der Gefängnisküche beschäftigt. Als der Verschickungsbefehl eintraf, beteiligte sich auch Moser daran, die Papiere der Mädchen verschwinden zu lassen, was sie vor dem Transport rettete.
Als am 18. Jänner 1945 der Befehl eintraf, alle Insassen des Gefängnisses ins KZ Bergen-Belsen zu transportieren, wurde Dickbauer gebeten, bei der Flucht der Mädchen behilflich zu sein. Dickbauer zögerte nicht. Der Kriminalpolizist Rudi Moser bot ebenso seine Hilfe an, die Mädchen zu retten. Leokadia Justman und Mirjam Fuks gelang es in der Nacht mit Hilfe von Dietz und Dickbauer, aus dem Gefängnis zu entkommen. Lutz bot ihnen als ersten Zufluchtsort seine Wohnung.
Der Kriminalpolizist Rudi Moser hatte sich vor der Flucht der Jüdinnen an Maria Stocker mit der Bitte gewandt, die beiden Mädchen in ihrer Wohnung aufzunehmen und zu verstecken. Maria war sich dessen bewusst, welche Gefahr es für sie bedeutete, zwei jüdische Flüchtlinge in ihrer Wohnung zu verbergen. Dennoch willigte sie sofort ein.
Die drei anderen jüdischen Mädchen, die im Innsbrucker Gefängnis waren, wurden auf ähnliche Weise gerettet.